# Метод Бугера
Метод Бугера — метод корекції спектральної величини зірки на поглинання світла в земній атмосфері, розроблений французьким вченим П'єром Бугером.
В основі всіх методів врахування атмосферної екстинції лежить формула Бугера:
{\displaystyle m(\lambda )=m_{0}(\lambda )+\alpha (\lambda )M(z)}.
Тут m(λ)-величина зорі, яку зареєстрував фотометр під атмосферою на довжині хвилі λ;m0(λ)-позаатмосферна величина цієї зорі в цій же довжині хвилі;М(z)-повітряна(атмосферна) маса на зенітній відстані z;α(λ) — бугерівський коефіцієнт екстинції для довжини хвилі λ.Коефіцієнт {\displaystyle \alpha (\lambda )} пов'язаний зі спектральним пропусканням атмосфери {\displaystyle p(\lambda )} формулою
{\displaystyle \alpha (\lambda )=-2.5lgp(\lambda )}
Повітряна маса М(z) у найпростішому випадку приймається рівною векансу зенітної відстані зорі.
В реальності шари земної атмосфери непаралельні, тому існує складна залежність температури з висотою:
М(z)=sec z-0,0018167(sec z -1)-0,002875(sec z -1)²-0,0008083(sec z -1)³.
sec z=(sin φ*sinδ+cos φ*cos δ*cos T)−1,
де φ-широта місця спостереження, δ-схилення зорі і Т-її часовий кут у час спостереження.
Якщо одну і ту ж зорю проспостерігати в монохроматичному світлі на довжині хвилі λ в два моменти часу Т1 та
Т2, відповідно, при повітряних масах М(z1) і М(z2), то різниця спостережних зоряних величин, що відноситься до різниці відповідних повітряних мас, дає нам бугерівський коефіцієнт атмосферної екстинції:
{\displaystyle \alpha (\lambda )={\frac {(m(\lambda ,T_{1})-m(\lambda ,T_{2}))}{(M(z_{1})-M(z_{2}))}}}.
Щоб отримати цей коефіцієнт, необов'язково щось знати про позаатмосферну величину зорі, але якщо ця величина відома (тобто зоря є стандартом), то
{\displaystyle m(\lambda )-m(\lambda _{0})=\alpha (\lambda )M(z)}
На малюнку пряма, що відноситься до умовного моменту часу Т2 має менший коефіцієнт екстинції, а та, що відноситься до моменту Т2—більший. Екстаполюючи ці криві до значення М(z)=1 отримуємо дві величини зорі в зеніті, а продовжуючи їх ще далі, до значення М(z)=0,в результаті отримуємо позаатмосферну величину зорі. Зрозуміло, що позаатмосферна величина не залежить від значення коефіцієнту екстинції, і бугерові прямі сходяться в одній точці при М(z)=0.

## Довгий метод Бугера
Якщо б атмосферна екстинція завжди була постійною в часі, то метод був би повністю ідеальним. Але при зміні атмосферного поглинання метод може призвести до дуже грубих помилок. Уявимо, що під час сеансу спостережень екстинція збільшилась. При цьому збільшується нахил бугерівської лінії. В наступні моменти часу спостережувані точки можуть знаходитись на лінії, що схожа на пряму, але екстраполяція цієї прямої к М(z)=0 дає неправильну позаатмосферну величину.
Головний недолік класичного (довгого) методу Бугера полягає саме в тому, що він не працює при зміні екстинції. В цих умовах найкраще, що може зробити метод Бугера — це проконтролювати, чи була зміна екстинції чи не було. Для цього спостерігають зірку, за якою визначається екстинція, спочатку до меридіану, а потім після. Якщо екстинція не змінилася, точки підуть знову потій прямій. Але таке трапляється рідко. З різних сторін меридіану точки лягають на прямі з різним нахилом, що і характеризує зміну екстинції. З цих двох нахилів інколи беруть середнє або приймають гіпотезу про те, що зміна коефіцієнта екстинції відбувається лінійно з часом, або за будь-яким іншим законом. Але, як правило, екстинція змінюється достатньо хаотично, і ці маневри всерівно не призводять до підвищенню точності.